# Amusquillo
Amusquillo ist eine Ortschaft in der autonomen Gemeinschaft Kastilien und León in Spanien. Sie gehört der Provinz Valladolid an. 2024 hatte die Gemeinde 99 Einwohner.

## Lage
Amusquillo liegt 40 Kilometer östlich von Valladolid.

## Bevölkerungsentwicklung
| Jahr      | 1991 | 1996 | 2001 | 2008 |
| Einwohner | 203  | 190  | 163  | 130  |